# Finaler Rettungsschuss
Als finaler Rettungsschuss (auch gezielter Todesschuss) wird in Deutschland der gezielt tödliche Einsatz von Schusswaffen durch die Polizei bezeichnet, um im Sinne der Nothilfe Gefahr von Dritten abzuwenden, falls keine anderen Mittel verfügbar sind. Ein Einsatzbereich sind etwa Geiselnahmen, bei denen weder Verhandlungen erfolgreich waren noch der Einsatz nichttödlicher Waffen eine realistische Aussicht auf Erfolg bietet.
In der Praxis kommt es sehr selten zum finalen Rettungsschuss. In den zehn Jahren von 1988 bis 1997 wurden in der Bundesrepublik Deutschland bzw. später in Gesamtdeutschland fünf Fälle gezählt. Häufiger Grund für Schusswaffengebrauch der Polizei in Deutschland gegenüber Personen sind nicht-tödliche Schüsse zur Nothilfe, Schüsse aufgrund einer vermeintlichen oder echten Notwehrlage des schießenden Polizisten, das Verhindern von Straftaten oder der Flucht eines Straftäters.
In Österreich wird dies als „zulässiger lebensgefährdender Waffengebrauch“ (Waffengebrauchsgesetz 1969) bezeichnet. In der Schweiz existiert kein einheitlicher Begriff. Der Begriff finaler Rettungsschuss wurde seit seiner ersten Verwendung als verharmlosend (Euphemismus) kritisiert und wird in den Polizeigesetzen der Bundesländer nicht verwendet.

## Rechtliche Grundlagen

### Deutschland
Die juristische Grundlage für den gezielten Todesschuss wurde in Deutschland im Jahr 1973 – infolge des Münchner Olympia-Attentats 1972 – entworfen. Während es anfangs nur in Bayern, Niedersachsen und Rheinland-Pfalz Eingang in die Landesgesetze fand, haben es seitdem 14 der 16 Länder (Ausnahmen: Berlin und Mecklenburg-Vorpommern) in ihre Polizeigesetze aufgenommen, die demnach das Grundrecht auf Leben (Art. 2 Abs. 2 Satz 1 Grundgesetz) einschränken.
Der finale Rettungsschuss muss nicht angedroht werden, wenn die rechtzeitige Abwehr der Gefahr sonst nicht möglich ist. Er ist auch gegen Personen unter 14 Jahren zulässig (Ausnahme: Bremen), da er von der Vorschrift her schon das einzige Mittel zur Abwehr einer gegenwärtigen Gefahr für Leib oder Leben ist.
In den Polizeigesetzen Baden-Württembergs (§ 68 Absatz 3 PolG), Bayerns (Artikel 83 Absatz 2 Satz 2 PAG), Brandenburgs (§ 66 Absatz 2 Satz 2 PolG), Hessens (§ 60 Absatz 2 Satz 2 HSOG), Mecklenburg-Vorpommerns (§ 109 Abs. 1 SOG MV) Niedersachsens (§ 76 Absatz 2 Satz 2 NPOG), von Rheinland-Pfalz (§ 63 Absatz 2 Satz 2 POG), des Saarlands (§ 57 Absatz 1 Satz 2 SPolG), Sachsens (§ 43 Absatz 2 Satz 2 PVDG), Sachsen-Anhalts (§ 65 Absatz 2 Satz 2 SOG LSA), Schleswig-Holsteins (§ 258 Absatz 1 Satz 2 LVwG) und Thüringens (§ 64 Absatz 2 Satz 2 ThürPAG) existieren quasi wortgleiche Regelungen. In Hessen, wo von „einer (statt „der“) gegenwärtigen Gefahr“ die Rede ist, dem Saarland, wo es „Abwendung“ statt „Abwehr“ heißt, und Bayern, wo „Gefahr für Leib oder Leben einer Person“ statt „Lebensgefahr oder der gegenwärtigen Gefahr einer schwerwiegenden Verletzung der körperlichen Unversehrtheit“ genannt ist, weicht der Wortlaut leicht ab. Nach den Vorschriften ist der finale Rettungsschuss nur als Ultima Ratio zur Abwendung einer akuten Gefahr für Leib oder Leben zulässig:

„Ein Schuss, der mit an Sicherheit grenzender Wahrscheinlichkeit tödlich wirken wird, ist nur zulässig, wenn er das einzige Mittel zur Abwehr einer gegenwärtigen Lebensgefahr oder der gegenwärtigen Gefahr einer schwerwiegenden Verletzung der körperlichen Unversehrtheit ist.“

Die Regelung in Bremen (§ 107 Absatz 2 Satz 2 und 3 BremPolG) unterscheidet sich im Wortlaut erheblich von denen der anderen Bundesländer. Eine grundlegende Abweichung besteht vor allem darin, dass ein Bremer Polizist generell nicht verpflichtet ist, einen finalen Rettungsschuss auf Anordnung eines Weisungsberechtigten durchzuführen. Die Entscheidung, ob diese Maßnahme getroffen werden muss, liegt ausschließlich bei ihm:

„Gebraucht der Polizeivollzugsbeamte die Schusswaffe als das einzige Mittel und die erforderliche Verteidigung, um einen rechtswidrigen Angriff mit gegenwärtiger Lebensgefahr oder gegenwärtiger Gefahr einer schwerwiegenden Verletzung der körperlichen Unversehrtheit von sich oder einem anderen abzuwehren, so ist sein Handeln auch dann zulässig, wenn es unvermeidbar zum Tode des Angreifers führt; insoweit wird das Grundrecht auf Leben (Art. 2 Abs. 2 Satz 1 des Grundgesetzes) eingeschränkt. § 42 Abs. 1 S. 1 (Handeln auf Anordnung) findet im Falle des Satzes 2 keine Anwendung.“

Im Hamburger Polizeigesetz (§ 25 Abs. 2 HbgSOG) wird der finale Rettungsschuss ebenfalls von der Weisungspflicht ausgenommen. Verlangt wird eine „unmittelbar bevorstehende“ Gefahr für seinen Einsatz:

„Ein Schuss, der mit an Sicherheit grenzender Wahrscheinlichkeit tödlich wirken wird, ist nur zulässig, wenn er das einzige Mittel zur Abwehr einer unmittelbar bevorstehenden Lebensgefahr oder der unmittelbar bevorstehenden Gefahr einer schwerwiegenden Verletzung der körperlichen Unversehrtheit ist. § 20 Absatz 1 Satz 1 findet im Falle des Satzes 1 keine Anwendung.“

Das Polizeigesetz in Berlin (ASOG) sowie das UZwG (einschlägig für alle Polizeibehörden des Bundes) enthalten den finalen Rettungsschuss nicht. Die gezielte Tötung kann hier nur durch den Rückgriff auf die Notwehr oder den Notstand gerechtfertigt werden.
Auch das nordrhein-westfälische Polizeigesetz beinhaltet seit Februar 2010 eine Regelung zum finalen Rettungsschuss (§ 63 II S. 2 PolG NRW). Der Wortlaut entspricht den zuerst genannten Polizeigesetzen.
Zuletzt normierte das Land Schleswig-Holstein Jahre 2021, in einer Novelle des Landesverwaltungsrechts (LVwG), den finalen Rettungsschuss.
Der erste finale Rettungsschuss in Deutschland wurde bei einem Hamburger Banküberfall am 18. April 1974 ausgeführt. Ein Kolumbianer hatte während eines Banküberfalles einen Polizisten getötet und Geiseln genommen. Er wurde beim Verlassen der Bank gezielt erschossen.

### Österreich
In Österreich ist der lebensgefährdende Waffengebrauch im Rahmen der polizeilichen Zwangsbefugnisse durch das Waffengebrauchsgesetz 1969 (WaffGebrG) geregelt. Separate Bestimmungen hinsichtlich eines Finalen Rettungsschusses wie in Deutschland existieren in Österreich nicht, sämtliche Bestimmungen des WaffGebrG sind in einer derartigen Einsatzlage zu beachten. Eine gezielte Tötung eines Menschen, unter Beachtung der Bestimmungen des § 7 WaffGebrG, ist in Extremsituationen (Geiselnehmer droht die unmittelbar bevorstehende Tötung einer Geisel an) zulässig. Nicht in Betracht kommt jedoch die gezielte Tötung, um jemanden widerstands- oder fluchtunfähig zu machen oder um eine Flucht zu beenden.

### Schweiz
In der Schweiz gelten aufgrund der Zuständigkeit der Kantone für das Polizeiwesen für den Schusswaffengebrauch die verschiedenen Regelungen der einzelnen Kantone. Nur in wenigen davon besteht ein eigentliches Polizeigesetz und Fragen zum Waffengebrauch sind meist in Dienstinstruktionen der Verwaltung geregelt. Absolute von der Bundesverfassung vorgegebene Grenze für den Waffengebrauch der Polizei ist das Recht auf das Leben jedes Menschen und das bei allen Verwaltungsmaßnahmen (wie auch beim Schusswaffengebrauch) einzuhaltende Prinzip der Verhältnismäßigkeit der eingesetzten Zwangsmittel.
Der finale Rettungsschuss ist in der Schweiz vor allem bekannt durch die Tötung eines Amokschützen in Chur im März 2000. Der verantwortliche kantonale Polizeikommandant wurde schließlich vom Vorwurf der vorsätzlichen Tötung freigesprochen.

## Rechtliche und ethische Bewertung
Der finale Rettungsschuss ist umstritten. Einige Kritiker sehen in der Bezeichnung finaler Rettungsschuss eine begriffliche Verharmlosung (Euphemismus) des Tötens eines Menschen. Der finale Rettungsschuss könnte alternativ gezielter Todesschuss genannt werden. Erich Fried widmete sich dieser Thematik 1981 mit dem Gedicht „Sprachliche Endlösung“.
Vor allem jedoch ist umstritten, ob überhaupt ein Bedarf für eine positiv-rechtliche Normierung des tödlichen Rettungsschusses besteht (da Notwehr und Notlage zum Schutze der körperlichen Unversehrtheit des Polizisten und von Dritten praktisch unbestritten sind), sowie inwieweit eine solche über Notwehr und Notstand hinausgehende Regelung überhaupt zulässig und rechtspolitisch erwünscht ist. Der Beamte erhält durch die Regelung zwar einerseits mehr Rechtssicherheit. Andererseits werden aber auch Bedenken dahingehend geäußert, dass eine gesetzliche Regelung die Polizei zu einer häufigeren Anwendung praktisch ermutige, wogegen allerdings die geringe Anzahl des polizeilichen Schusswaffengebrauchs spricht.
Insbesondere werde auch ohne gleichzeitige Verpflichtung zur Anwendung des weniger stark eingreifenden gezielten Schusses zur Herbeiführung nur einer Handlungsunfähigkeit (beispielsweise auf Weichteile des Rumpfes oder der Gliedmaßen) statt des todsicheren Schusses (auf lebensnotwendige Organe oder speziell den Kopf) das grundlegende Verhältnismäßigkeitsprinzip zwischen angewandten Mitteln und anerkanntem Zweck der Handlung missachtet. Außerdem gibt es das prinzipielle Quantifizierungsverbot, das hier tangiert wird.
Es wird dagegen angeführt, dass je nach Gefährdungssituation das Abwenden der Lebensgefahr nur erreicht werden könne, wenn das Einwirken auf einen Störer dazu geeignet ist, die unmittelbare Handlungsunfähigkeit (die sogenannte Mannstoppwirkung) herbeizuführen. Dies bedeutet, dass der Zeitrahmen vom Einwirken auf den Täter bis zum Erreichen der Handlungsunfähigkeit so kurz wie möglich zu halten sei, um ein weiteres Handeln des Täters zu verhindern.
Sofortige Handlungsunfähigkeit könne jedoch nicht durch Schüsse auf Gliedmaßen oder Rumpf oder auf Organe (Leber, Nieren, Herz) hergestellt werden, sondern nur durch Ausschalten des Zentralen Nervensystems ohne Zeitverlust, was ausschließlich durch Treffer in Klein- oder Stammhirn zu erreichen sei.
Rechtlich stehen einige wenige Autoren dafür, dass in den Wesensgehalt des Lebensgrundrechts eingegriffen wird und dies nicht gerechtfertigt sein kann, ein Rettungsschuss also mithin immer im Sinne des deutschen Grundgesetzes verfassungswidrig ist, also in Deutschland nicht staatlicherseits durchgeführt werden darf. Das Bundesverfassungsgericht hat diese Ansicht bisher nicht bestätigt und auch keine landesrechtliche Regelung verworfen. Auch die Mehrheit der Rechtswissenschaft geht von einer Verfassungsmäßigkeit aus. Ein Argument für diese Ansicht ist, dass das Recht auf Leben im Grundgesetz ausdrücklich mit einem Gesetzesvorbehalt ausgestattet sei und dieser eine Begrenzung der Wesensgehaltsgarantie sei.
Der finale Rettungsschuss wird u. a. von hohen Vertretern der katholischen Kirche als die einzige Möglichkeit, unschuldiges Leben zu erhalten, als „ethisch gerechtfertigt“ geduldet. Auch Amnesty International sieht den finalen Rettungsschuss als einen Akt der Selbstverteidigung des Staates an, um unmittelbaren Schaden, den die Gewaltanwendung Dritter hervorruft, zu vermeiden.